# Hawraman
Hawraman o Avroman, persa Owraman) és una regió muntanyosa de l'Iran, al Kurdistan persa. S'estén per uns 50 km entre Marivan (35° 30′ N, 46° 0′ E / 35.500°N,46.000°E) i cap al sud-oest fins a la unió de les dues branques del riu Sirvan (35° 10′ N, 46° 20′ E / 35.167°N,46.333°E). La serralada d'Avroman (Kuh-e Owraman) té diversos cims de més de dos mil metres, sent el més alt el Kuh-e Takt de 2.985 metres. La seva continuació al sud del Sirvan, el Kuh-e Saho, arriba fins als 3.223 metres. Paral·leles corren les muntanyes Kuh-e Salan, de 2.597 metres d'altura màxima.
Està dividit en quatre comarques:
- Owraman-e Lohon (al sud-oest) capital Nowsud
- Owraman-e Takt (nord), capital Shahr o Shahr-e Owraman
- Dezli (extrem nord), capital Dezli
- Razab o Razaw (cap al Kuh-e Salan) capital Razab.

La població total és d'unes deu mil persones que no són kurds, sinó una ètnia emparentada que parla l'avromani, dialecte arcaic del grup gorani kurd. La zona fou reducte dels mazdeistes i modernament de la fe yarsan. Els seus caps porten el títol de San (sultà) des del temps dels safàvides. Al començament del segle XX els caps (de la família Bagzada) van estendre el seu domini a alguns llogarets no avromans. Després de la II Guerra Mundial alguns caps de la família foren enviats a l'exili per poder imposar el poder del govern central.